# Schwanenblume
Die Schwanenblume (Butomus umbellatus), auch Wasserliesch, Blumenbinse, Doldige Schwanenblume oder Wasserviole genannt, ist die einzige Pflanzenart in der monotypischen Gattung Butomus und der monogenerischen Familie der Schwanenblumengewächse (Butomaceae). Sie gedeiht als Sumpfpflanze an Gewässerufern und in Feuchtgebieten.
Die Stiftung Naturschutz Hamburg kürte die Schwanenblume zur Blume des Jahres 2014.

## Namensdeutung
Der Trivialname „Schwanenblume“ bezieht sich wohl auf die Form der Fruchtknoten mit ihrer schwanenhalsartigen Verlängerung. Die recht häufig verwendete weitere Bezeichnung „Blumenbinse“ sollte vermieden werden, da dies zu einer Verwechslung mit Scheuchzeria palustris führen kann.
Für die Schwanenblume bestehen bzw. bestanden, zum Teil nur regional, auch die weiteren deutschsprachigen Trivialnamen: Aebäersblome (Butjaden, Steding), Aedebärsblome (Oldenburg), Aurusk (Oldenburg), Bintzenschwertel, Cyperswertel, Henn und Küken (Unterweser), Hennie (Unterweser), Kneppnersblom (im Sinne von Storchblume, Untere Havel), Kükenblome (Unterweser) und Waterbloembiese (althochdeutsch).

## Beschreibung und Ökologie

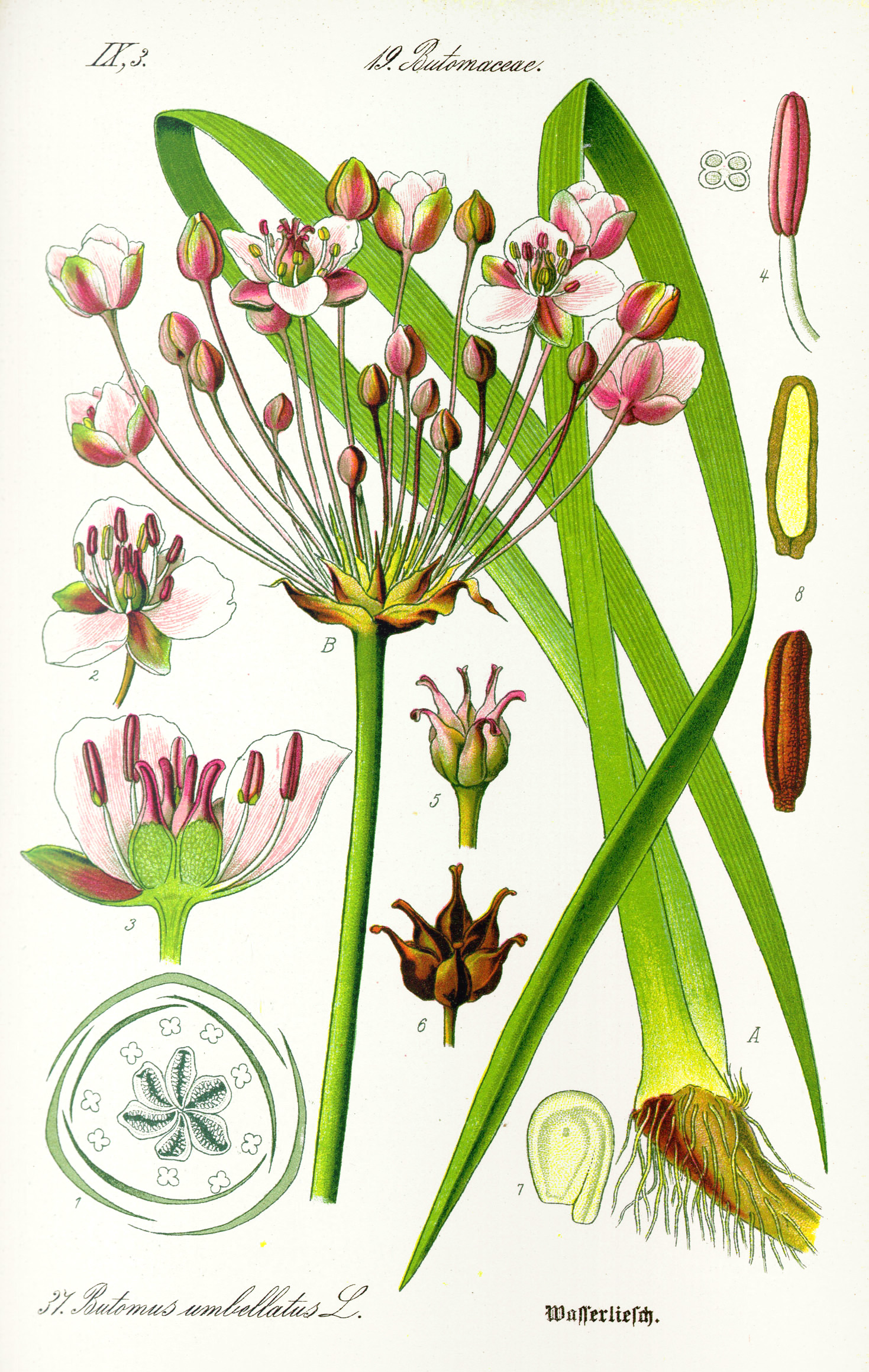
Illustration mit morphologischen Details

### Habitus und Laubblätter
Die Schwanenblume wächst als ausdauernde krautige Pflanze und erreicht Wuchshöhen von 50 bis 150 Zentimetern. Es ist ein kurzes, weißes, kriechendes, monopodiales, bis zu 1 Zentimeter dickes Rhizom vorhanden; Ausläufer fehlen. Sie enthält klaren Milchsaft.
Die Laubblätter sind grundständig und mehr oder weniger zweizeilig angeordnet. Sie sind mindestens in Blattscheide und Blattspreite gegliedert, ein Blattstiel kann vorhanden sein. Die Form der Blätter ist abhängig vom Wasserstand: Steht die Pflanze in größerer Wassertiefe, entwickelt sie bandförmige Tauchblätter, die im Wasser schwimmen. Die Überwasserblätter, die sich bei niedrigem Wasserstand entwickeln, sind grasartig linealisch und rinnig (dreikantig); sie werden bis zu 1 cm breit. Die Stomata sind paracytisch.

### Blütenstände, Blüten und Bestäubung
Die Blütezeit in Mitteleuropa reicht von Juni bis August. Auf einem langen, runden Blütenstandsschaft steht endständig ein doldiger Blütenstand, der bis zu 30 Blüten enthält. Der Blütenstand ist von zwei oder drei Hochblättern umhüllt, die bei einer Länge von etwa 25 Millimetern sowie einer Breite von 6 bis 8 Millimetern eiförmig sind und ein spitzes oberes Ende besitzen. Die einzelnen Blütenstiele sind 5 bis 10 Zentimeter lang.

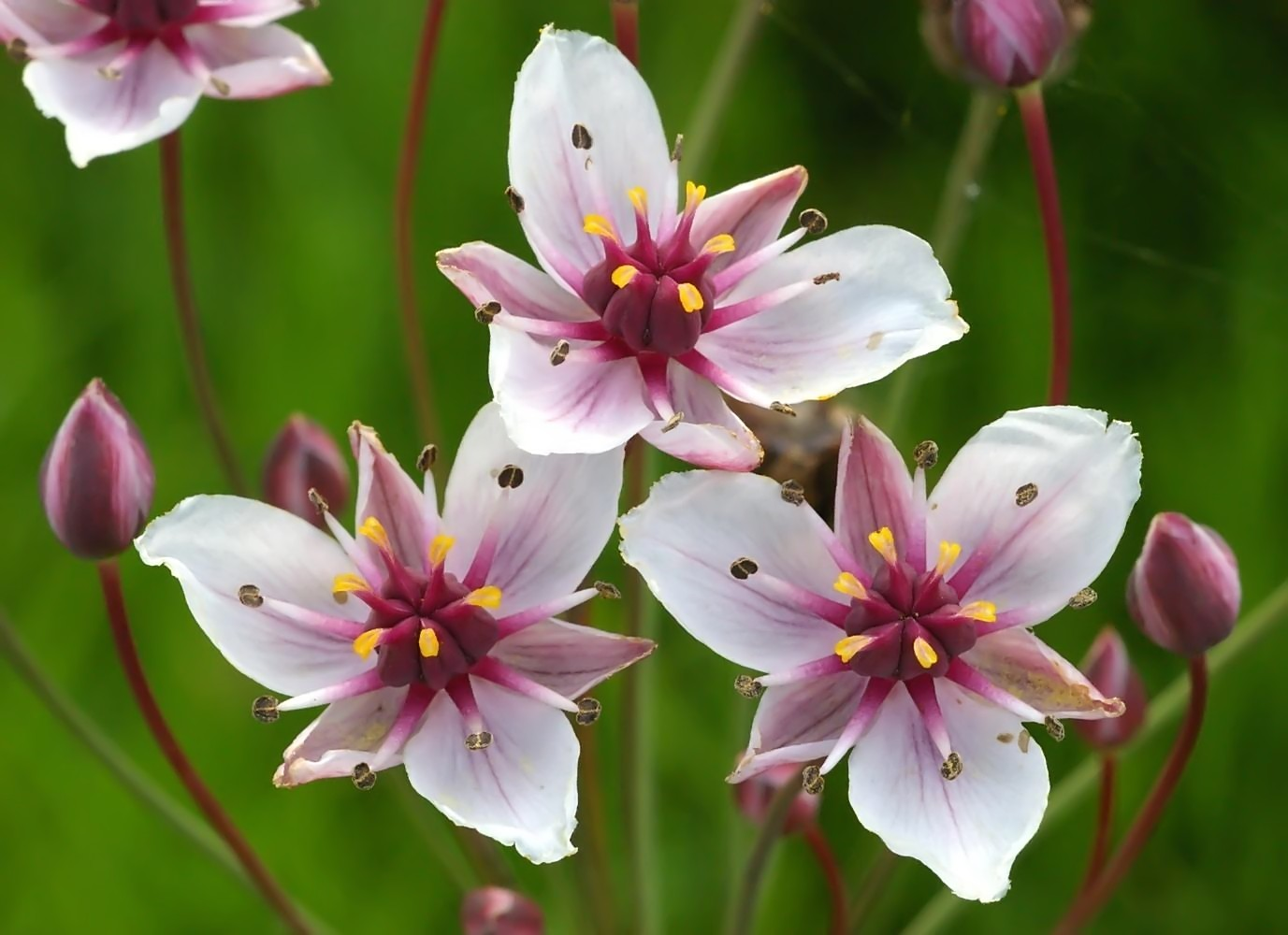
Aufbau der Blüten einer Schwanenblume

Die zwittrige, radiärsymmetrische Blüte ist dreizählig mit doppelten Perianth. Es sind zwei Kreise aus je drei Blütenhüllblättern vorhanden, die in den beiden Kreisen deutlich verschieden bis sehr ähnlich sein können. Die Farbe der Blütenhüllblätter ist grün bis weiß, rosa- bis purpurfarben oder manchmal bräunlich und oft dunkler oder grün geädert. Auch die Staubblätter sind in Kreisen aus je drei angeordnet, wobei der äußere Kreis verdoppelt ist, so dass es insgesamt neun Staubblätter gibt. Die Staubfäden sind auf ihrer ganzen Länge abgeflacht. Die dreizelligen Pollenkörner besitzen eine Apertur. Im Zentrum der Blüten sind oberständig sechs rote, flaschenförmige, vollkommen freie bis nur an ihrer Basis verwachsene Fruchtblätter angeordnet, die an ihrer Spitze jeweils in einer gelblichen Narbe enden. Im Querschnitt zeigen sich hier epidermale Schichten zwischen den einzelnen Fruchtblättern. Jedes Fruchtblatt enthält eine Vielzahl (20 bis 100) an (laminarer Plazentation) seitlich liegenden und anatropen Samenanlagen. Der Griffel ist gekrümmt.
Die Blüten der Schwanenblumen duften nach Honig. Der Nektar wird an der Basis der Fruchtblätter in Form von kleinen Tröpfchen abgegeben. Damit werden vor allem Fliegen, Schwebfliegen, Bienen und Hummeln angelockt, die so als Bestäuber tätig sind (Entomophilie). Die Blüten sind protandrisch und selbststeril.

### Frucht und Samen
Nach der Bestäubung entwickeln sich die Früchte, wobei die vormaligen Blütenstiele nochmals um einige Zentimeter wachsen. Die Balgfrüchte der Schwanenblume werden so weiter aus der hochwüchsigen Ufervegetation erhoben. Dies hat vor allem den Zweck, sich den Wind zur Ausbreitung der Samen zu Nutze zu machen. Es stehen einige Balgfrüchte in einer Sammelfrucht zusammen. Die Balgfrüchte besitzen einen relativ langen Schnabel. Sie öffnen sich bei ihrer Reife entlang ihrer Bauchnaht und enthalten sechs bis viele Samen. Wenn der Wind den elastischen Blütenstandsschaft der Schwanenblumen bewegt, werden allmählich die zahlreichen Samen ausgestreut. Aufgrund dieses Ausbreitungsmechanismus wird die Schwanenblume auch als Windstreuer bezeichnet. Die stärkehaltigen, nur 0,2 bis 0,4 Millimeter langen Samen besitzen eine ledrige, phytomelanhaltige Samenschale (Testa) und enthalten einen geraden Embryo und kein Endosperm.
Die Samen der Schwanenblume sind schwimmfähig und treiben so zu neuen Ansiedlungsorten. Diese als Nautochorie bezeichnete Ausbreitungsstrategie ist für viele Wasser- und Sumpfpflanzen typisch.

### Chromosomen
Die Chromosomen sind 3,7 bis 8,3 µm lang. Es wurden Chromosomensätze mit 2n = 20, 24, 26, 30 oder 39 festgestellt.

## Verbreitung und Lebensraum

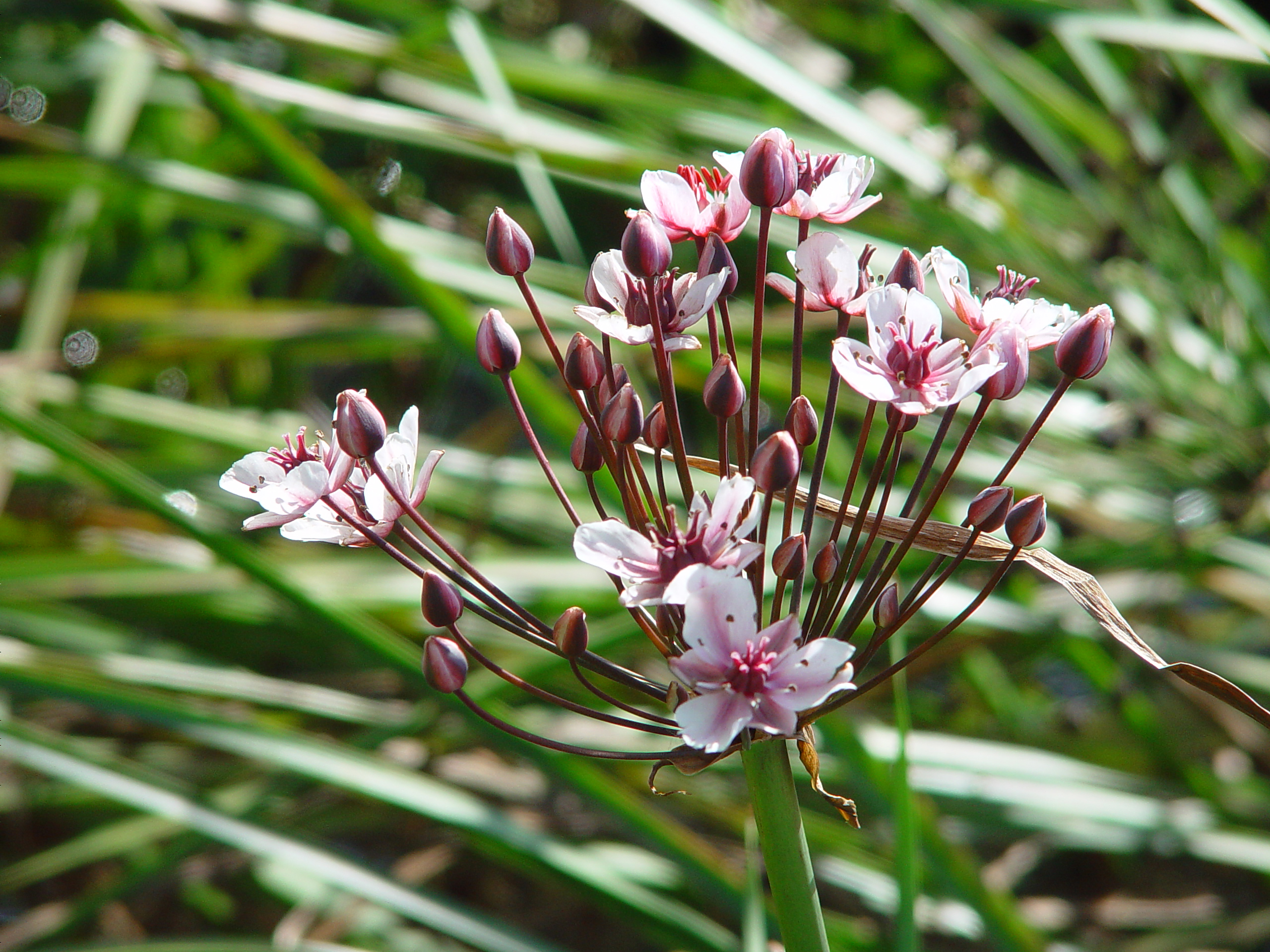
Auf langem Blütenstandsschaft sitzt der doldige Blütenstand mit lang gestielten Blüten

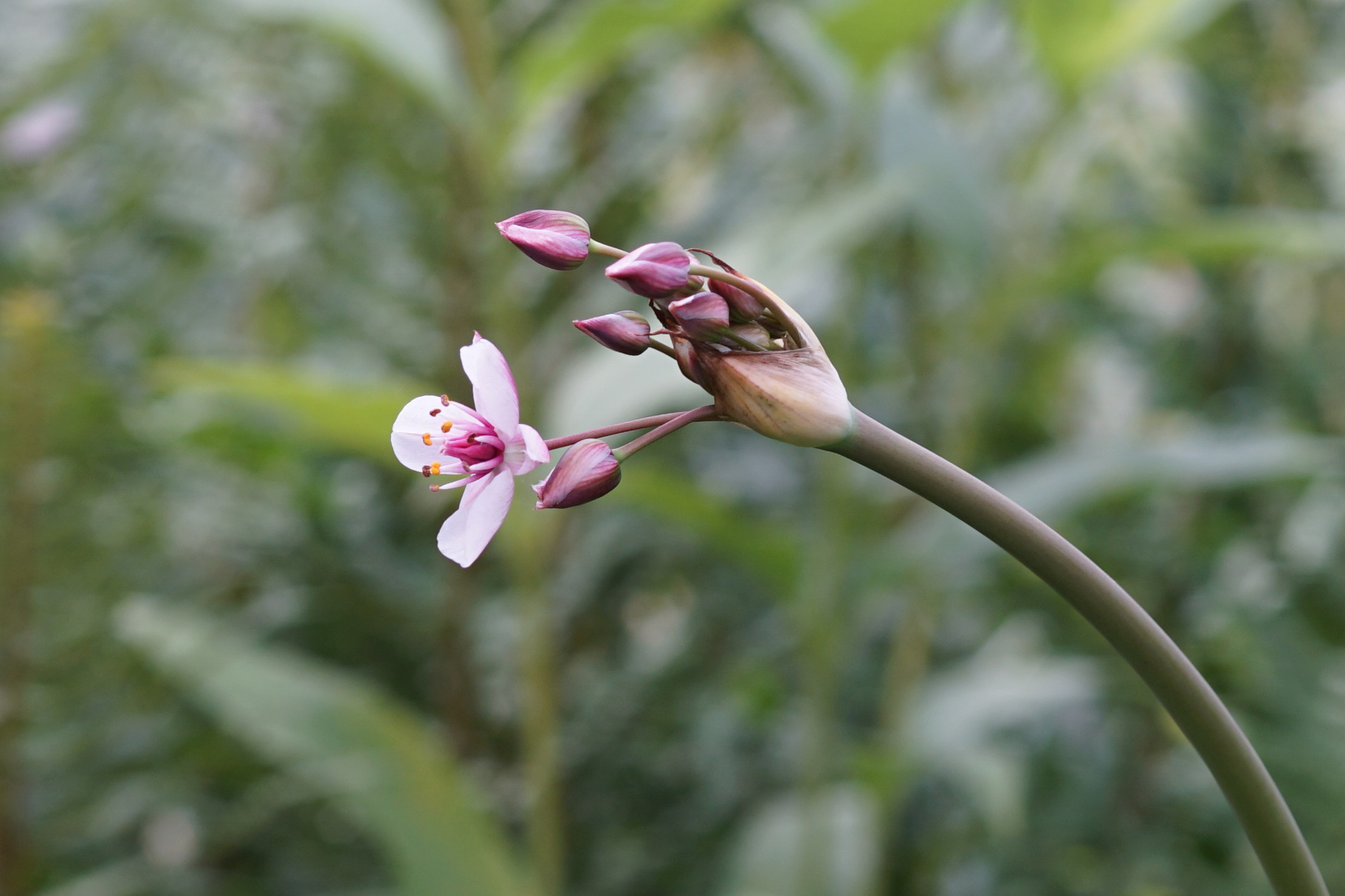
Blütenstand mit Blüte und Blütenknospen

Das natürliche Verbreitungsgebiet umfasst die klimatisch gemäßigten Gebieten Eurasiens und Nordafrikas (eurasisch-mediterran). In Mitteleuropa ist die Schwanenblume vielerorts recht selten geworden. In Nordamerika wurde die Schwanenblume als Zierpflanze eingeführt; mittlerweile wird sie dort in einigen Staaten wegen ihrer starken Ausbreitung als invasive Pflanze angesehen.
Pflanzensoziologisch ist die Schwanenblume die Charakterart der Assoziation Butometum umbellati aus dem Verband der Schilfröhrichte (Phragmition).
Die Schwanenblume wächst in Uferröhrichten eutropher, stehender bis langsam fließender Gewässer und ist recht wärmeliebend. Sie ist beispielsweise in Auengewässern der Oder, der Elbe und des Rheins in größeren Beständen zu finden. Die Schwanenblume verträgt stark wechselnde Wasserstände und siedelt vor allem auf sandig-lehmigen Schlammböden von Niedermooren und Flussauen. Sie kommt mehr im Tiefland als in Gebirgen vor.
Die ökologischen Zeigerwerte nach Landolt et al. 2010 sind in der Schweiz: Feuchtezahl F = 5w+ (überschwemmt aber stark wechselnd), Lichtzahl L = 3 (halbschattig), Reaktionszahl R = 3 (schwach sauer bis neutral), Temperaturzahl T = 4+ (warm-kollin), Nährstoffzahl N = 4 (nährstoffreich), Kontinentalitätszahl K = 4 (subkontinental).

## Systematik
Innerhalb der Ordnung der Alismatales sind die Butomaceae eine Schwestergruppe der Hydrocharitaceae.
Die Erstveröffentlichung des Art- und Gattungsnamens erfolgte 1753 durch Carl von Linné in Species Plantarum, Tomus I, S. 372. Als Veröffentlichung des Familiennamens Butomaceae gilt die von Charles François Brisseau de Mirbel in Histoire naturelle, générale et particulière des plantes. 8, 1804, S. 194.
Eine flutend untergetaucht lebende Varietät der Schwanenblume wird als Butomus umbellatus var. vallisneriifolius Sagorski bezeichnet.
Von manchen Autoren wird aber noch eine zweite Art in der Gattung unterschieden:
- Butomus junceus Turcz.: Sie kommt von Südsibirien bis in die Mongolei vor.[8]

Die botanische Gattungsbezeichnung Butomus leitet sich aus den griechischen Wörtern für bous für „Ochse“ und temnein für „schneiden“ ab, dies bezieht sich auf die irrtümlicherweise für scharfschneidig gehaltenen Blätter, an denen sich Rinder verletzen könnten. Das altgriechische Wort boutomos, boutomon bezeichnete jedoch eine nicht identifizierte Sumpfpflanze. Der Artepitheton umbellatus für schirmförmig weist auf den doldigen Blütenstand hin.

## Mensch und Schwanenblume

### Nutzung als Nahrungs- und Flechtmittel
Das Rhizom der Schwanenblume, das bis zu 60 Prozent Stärke enthält, ist essbar. In Asien wird diese unterirdische, bewurzelte Sprossachse gelegentlich getrocknet zu Mehl verarbeitet. Bei den Kirgisen, Kalmücken und Jakuten wird das Rhizom in Asche gebacken und wie Brot verwendet. In Mitteleuropa wurden die Wurzelstöcke während Notzeiten gleichfalls gegessen. Ähnlich wie Teichbinsen wurden die Stängel früher zum Flechten von Körben verwendet.

### Nutzung als Heilmittel
Früher wurden Wurzelstock und Samen als Heilmittel verwendet. Innerlich eingenommen sollte damit die Wassersucht bekämpft werden. Äußerlich angewendet galt die Schwanenblume als „auflösendes und erweichendes Mittel“.

### Nutzung als Zierpflanze
Die Schwanenblume wird als Zierpflanze an Gartenteichen angepflanzt. Züchtung verdanken wir beispielsweise die blütenreiche und fast weiße Sorte „Schneeweißchen“ sowie die etwas später blühende, lilarote „Rosenrot“.